# Deep Energy
Deep Energy – глибоководне трубоукладальне судно, споруджене у 2013 році на замовлення компанії Technip.

## Характеристики
Корпус судна спорудили на китайській верфі компанії STX у Даляні. В 2011-му його доправили для добудови в Норвегію на верф Westcon Shipyard у Флоро (130 км на північ від Бергену). Наступного року щоб змонтувати трубоукладальну вежу сюди завітали плавучі крани великої вантажопідйомності Matador 3 і Taklift 6.
Deep Energy здатне провадити укладання як жорстких (діаметром від 100 до 450 мм, а для попередньо ізольованих – до 560 мм), так і гнучких (діаметри до 600 мм) труб на глибинах від 16 до 3000 метрів. Воно обладнане трубоукладальною вежею вантажопідйомністю 450 тон та має робочу палубу площею 1700 м2, що розрахована на максимальне навантаження 10 тон/м2. Гнучкі труби розміщуються на двох котушках ємністю 2800 тон.
Судно має два дистанційно керовані підводні апарати (ROV) типу Triton XLX, здатні виконувати завдання на глибинах до 3000 метрів.
Пересування до місця виконання робіт здійснюється із високою максимальною швидкістю – 19,5  вузла, що дозволяє задіювати судно для більшої кількості віддалених один від одного проектів з близькими термінами реалізації. Точність встановлення на позицію забезпечується системою динамічного позиціювання DP3. Силова установка складається з шести двигунів Wartsila 9L32 загальною потужністю 24,9 МВт.
На борту наявні каюти для 140 осіб. Доставка персоналу та вантажів може здійснюватись з використанням гелікоптерного майданчика судна, який розрахований на прийом машин типу Sikorsky S92.

## Завдання судна
Першим завданням для Deep Energy стали роботи в 2013 році у Мексиканській затоці на газозбірній системі Walker Ridge, котра обслуговує ряд глибоководних родовищ на південь від дельти Міссісіппі. Тут на глибинах від 1700 до 2130 метрів Deep Energy проклало 45 км жорстких труб діаметром 270 мм.
Того ж року судно спорудило 43 км допоміжних комунікацій (umbilical – можуть призначатись для передачі електроенергії, управлінських команд та гідравлічних зусиль) діаметром 150 мм для нафтогазового родовища Dalmatian (так само Мексиканська затока на південь від узбережжя штату Алабама). Роботи виконувались на глибинах від 530 до 1800 метрів. 
За цим Deep Energy перейшло на нафтове родовище Луціус (Keathley Kanyon, на захід від місця першого завдання на Walker Ridge), де зустріло новий 2014 рік. Тут проклали 17 км гнучких з’єднувальних трубопроводів діаметром 450 мм та 21 км допоміжних комунікацій. Глибина при цьому сягала 2260 метрів (втім, найменша глибина на трасі робіт не сильно відрізнялась – 2070 метрів).
У тому ж 2014-му Deep Energy повернулось до берегів Європи, де виконало завдання на норвезькому нафтовому родовищі Бойла в центральній частині Північного моря. Тут глибини складали лише 120 метрів, а роботи включали спорудження 33 км жорстких трубопроводів водонагнітальної (діаметр 300 мм) та газліфтної (діаметр 150 мм) систем і 27 км трубопроводів для збору продукції діаметром 400 мм.
У першій половині 2015-го судно задіяли в проекті облаштування британського нафтового родовища Кракен. Воно намотувало гнучкі труби на свої котушки в Евантоні та слідувало до місця виконання робіт у 125 км на схід від Шетландських островів.
А з середини літа Deep Energy перемістилось до узбережжя Анголи, де працювало на нафтовому родовищі Мпунгі (третє за часом введення в експлуатацію у проекті West Hub Development, який реалізує італійська компанія Eni). 
Влітку 2016-го судно виконало роботи у Гвінейській затоці на ганському нафтогазовому родовищі Твенебоа-Ен'єнра-Нтомме. Тут воно займалось встановленням райзерів – ліній від підводного обладнання до плавучої установки.
Після цього Deep Energy знов опинилось біля узбережжя Анголи, де до жовтня 2016-го працювало на черговому родовищі проекту West Hub Development – Мпунгі-Норте. Всього на Мпунгі та Мпунгі-Норте проклали 60 км з’єднувальних трубопроводів, облаштувавши 16 завершуючих блоків (PLET – pipeline end termination).
Весною 2017-го судно залучили для двох проектів біля узбережжя Норвегії. За одним з них – Oseberg Vestflanken 2 – потрібно було прокласти 7,5 км з’єднувальних трубопроводів діаметром 350 мм та 9 км ліній для закачування газу діаметром 250 мм з метою підключення сателітних покладів до нафтогазового родовища Осеберг. Роботи мали виконуватись за підтримки глибоководного будівельного судна Olympic Challenger. Другим завданням стало спорудження 29 км водонагнітальних ліній діаметром 400 мм на важливому нафтовому проекті Johan Sverdrup.
Того ж року Deep Energy виконувало роботи на британських родовищах Гленлівет та Edradour, розташованих в Атлантичному океані на захід від Шетландських островів. Тут треба було прокласти експортні трубопроводи довжиною 35 і 17 км та діаметром 300 мм до точки врізки у систему від інших газових родовищ Лагган і Тормор.
В квітні 2018-го судно почало підготовку до завдання, пов'язаного з черговим британським газовим родовищем Кліппер-Соуз.
Також можливо відзначити укладений власником судна контракт на облаштування другої фази родовища Бахр-Ессалам у лівійському секторі Середземного моря. Тут планувалось задіяти кілька суден компанії Technip, в тому числі і Deep Energy, а виконання робіт розраховували на період до кінця 2018-го року.
Ще одним проектом має стати прокладання у 2018/2019 трубопроводів на норвезькому газовому родовищі Двалін.